# Brandweercilinder

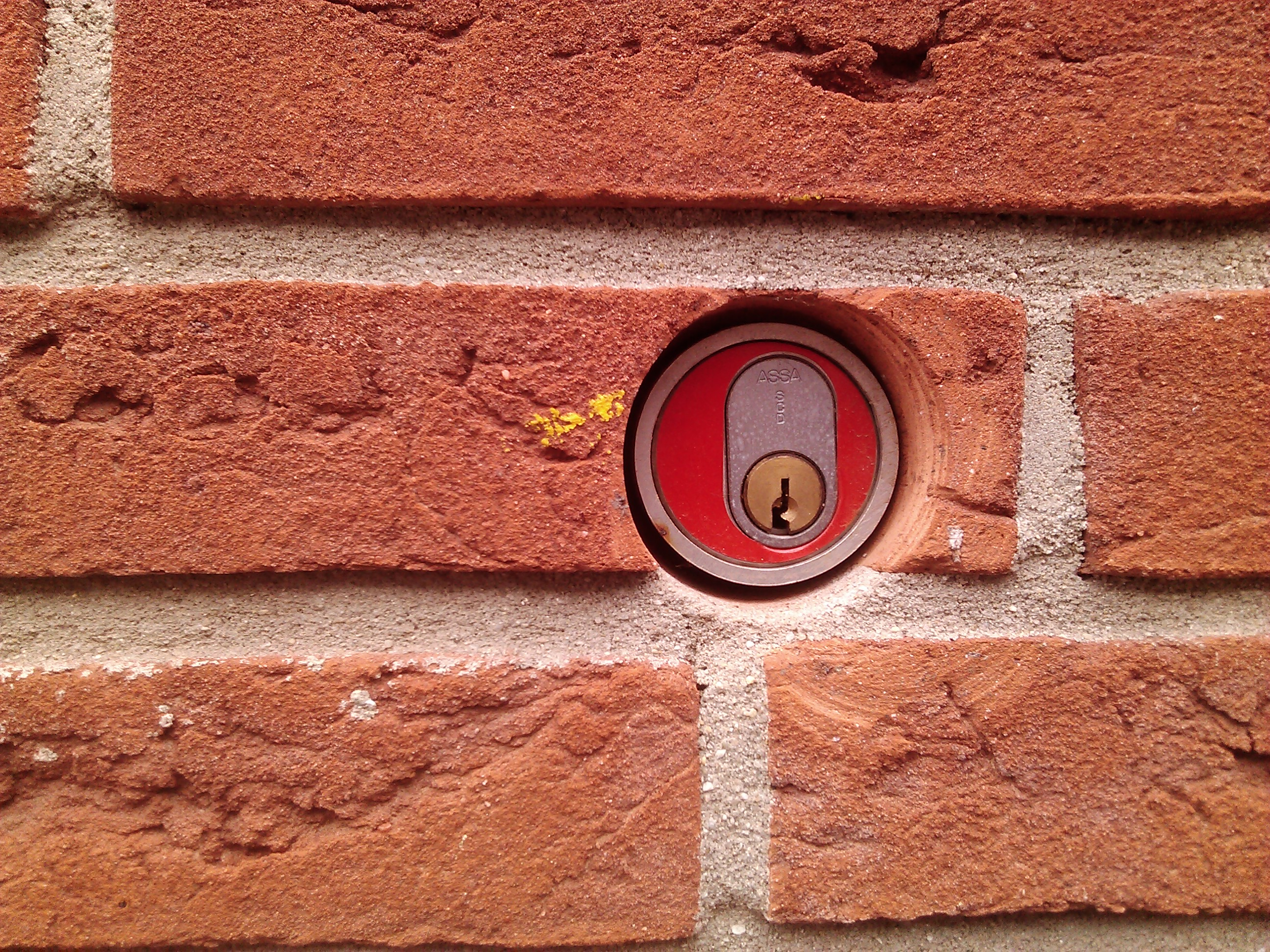

Een brandweercilinder is een cilindervormig opbergsysteem in een buitenmuur die met een cilinderslot toegankelijk is.
De brandweer heeft een sleutel van de cilinder, en de beheerder van het gebouw zorgt dat alle belangrijke sleutels van een gebouw (bijvoorbeeld een toegangshek of toegang tot berging of algemene ruimten) hierin beschikbaar zijn. In geval van nood kan de brandweer zo in de algemene ruimten komen, zonder te hoeven wachten tot de beheerder of een bewoner de toegang met eigen sleutels verschaft.
Brandweercilinders zijn van de buitenkant zichtbaar als een slot in de muur.